# Eslida
Eslida ist eine Gemeinde (Municipio) mit 785 Einwohnern (Stand: 2024) in der Provinz Castellón der Autonomen Gemeinschaft Valencia in Spanien. 

## Geografie
Eslida befindet sich etwa 23 Kilometer südwestlich von Castellón de la Plana in einer Höhe von ca. 380 m.

## Bevölkerungsentwicklung
| Jahr      | 1970 | 1981 | 1991 | 2001 | 2011 | 2021 |
| Einwohner | 892  | 862  | 846  | 764  | 917  | 747  |

## Sehenswürdigkeiten
- Burgruine von Eslida
- Salvatorkirche
- Christuskapelle

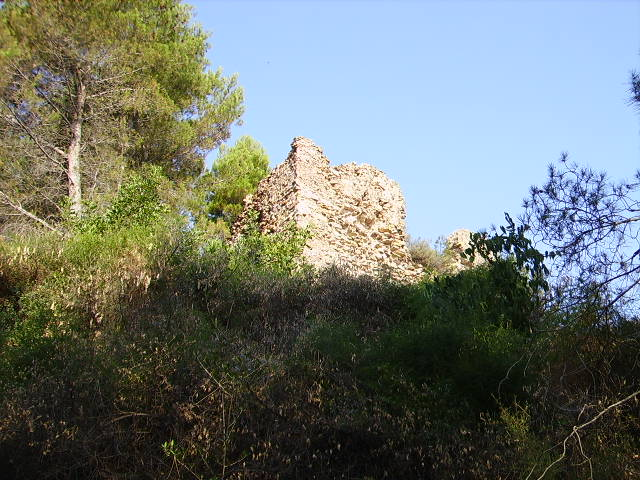
Burgruine
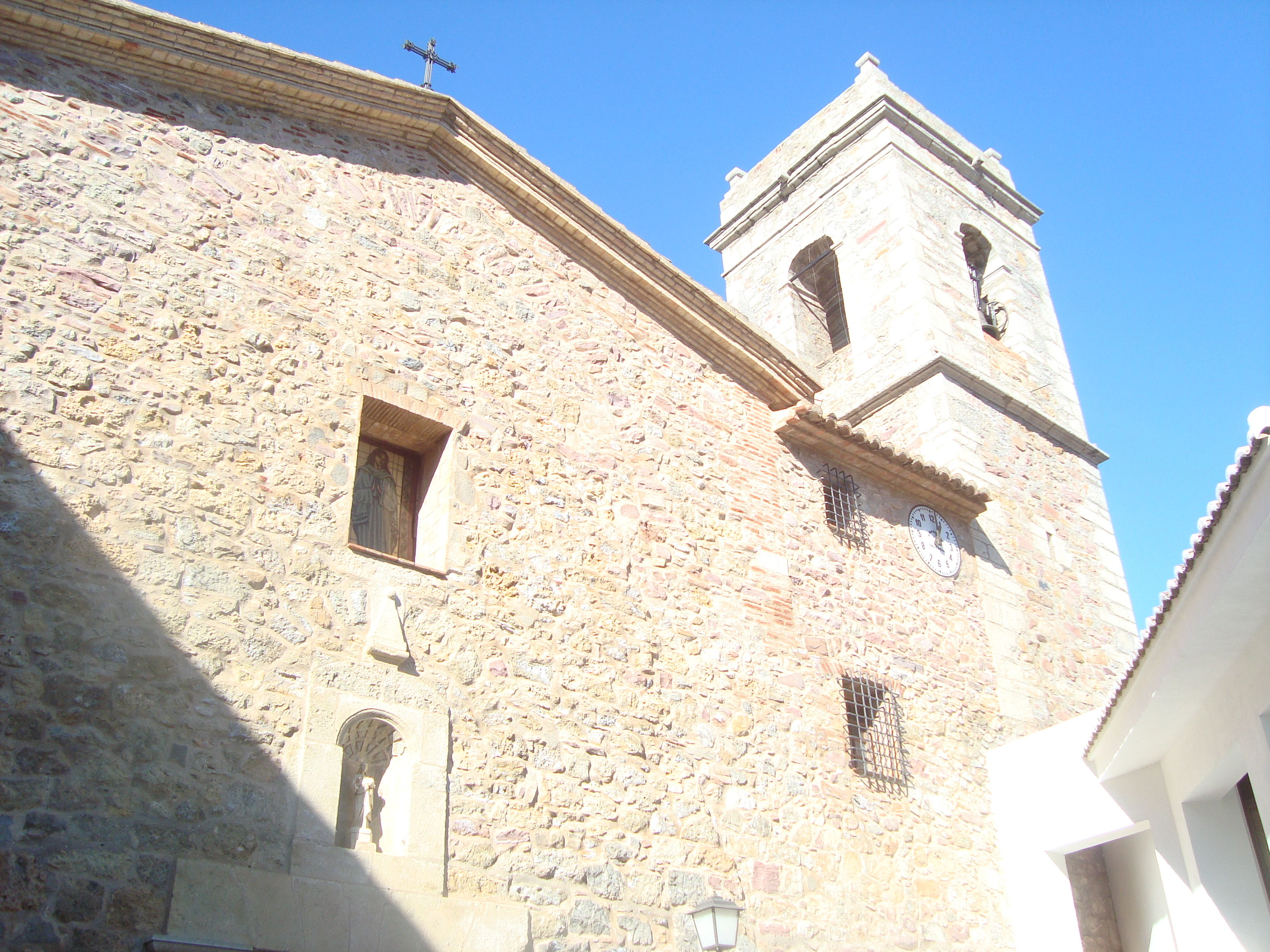
Salvatorkirche
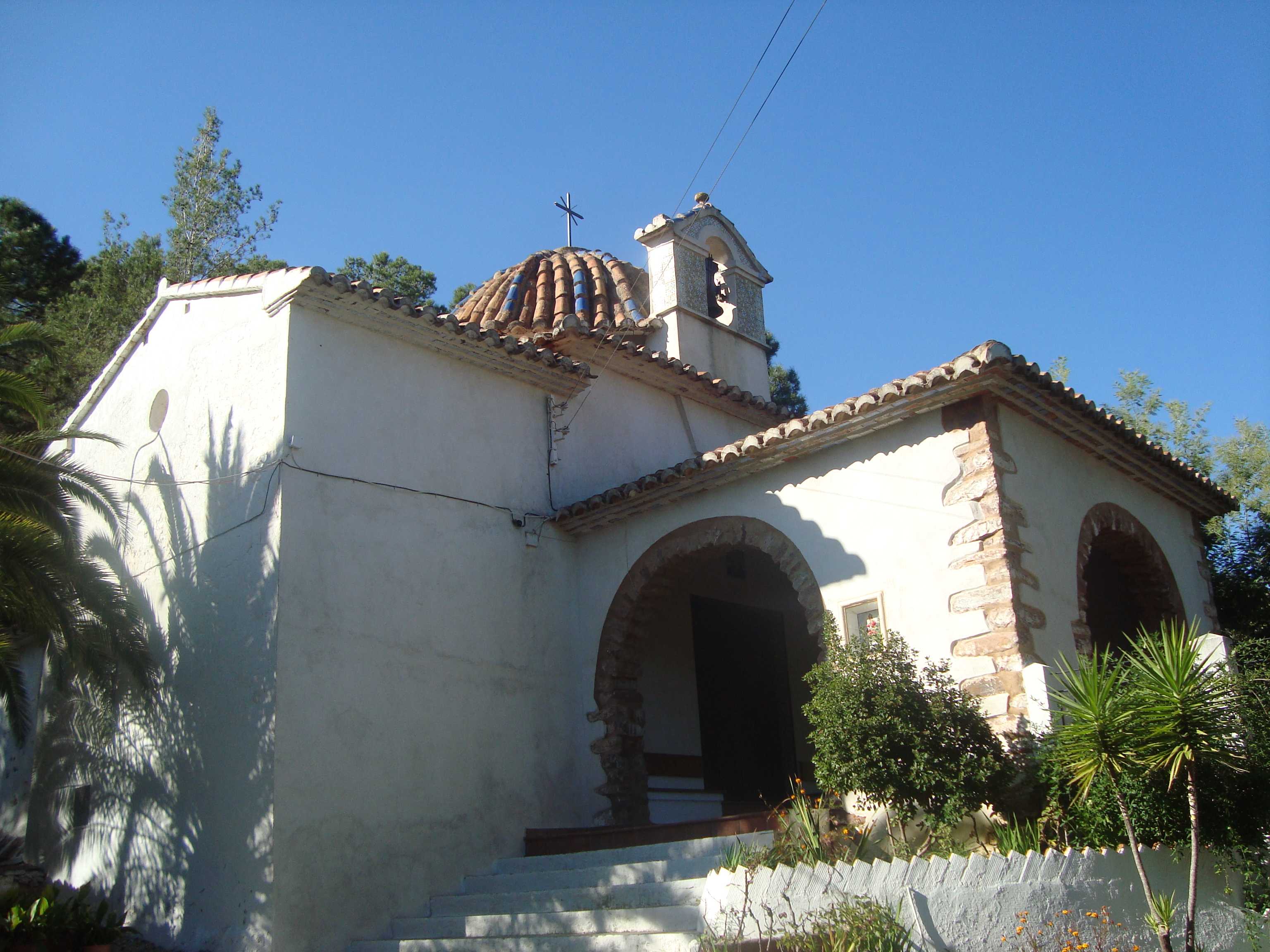
Christuskapelle